# فسكاش السهول
فِسْكَاش السهول هو نوع من الفسكاش، أحد القوارض من فصيلة الشنشيلات. إنه النوع الحي الوحيد داخل جنس لغستوم. توجد في الأرجنتين وبوليفيا وباراغواي .وهي أكبر الأنواع في فصيلتها، تبني جحورًا متقنة تضم مستعمرات متعاقبة لعقود.

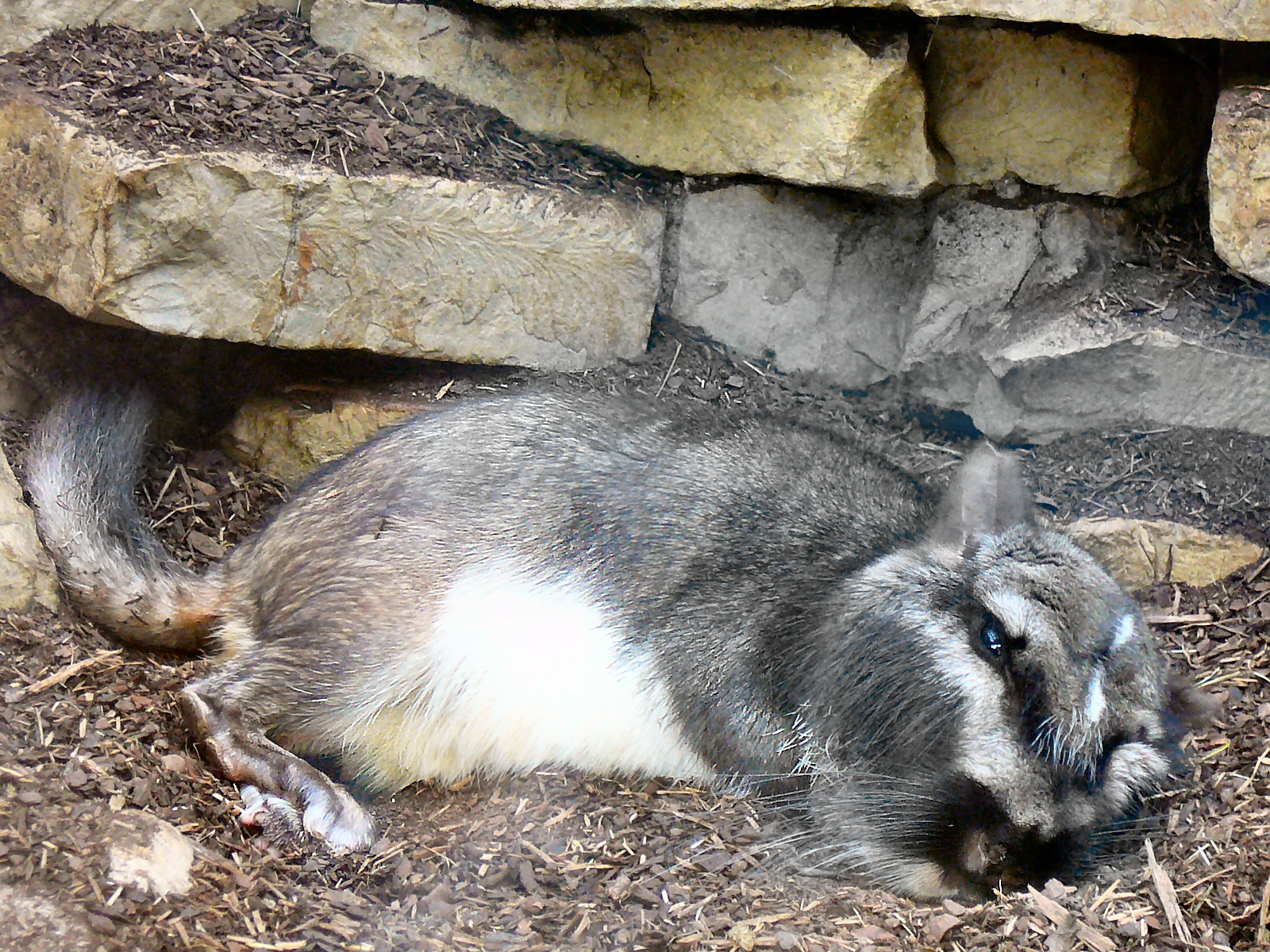